# يانغ سنغ-مين
يانغ سنغ-مين (الكورية: 양상민) هو لاعب كرة قدم كوري جنوبي في مركز الدفاع، ولد في 24 فبراير 1984 في إنتشون في كوريا الجنوبية. شارك مع منتخب كوريا الجنوبية لكرة القدم. أما مع النوادي، فقد لعب مع سوون سامسونغ بلووينغز.

## وصلات خارجية
- يانغ سنغ-مين على موقع دوري كوريا الجنوبية (الإنجليزية)
- يانغ سنغ-مين على موقع قاعدة بيانات كرة القدم.إي يو (الإنجليزية)
- يانغ سنغ-مين على موقع ناشيونال فوتبول تيمز (الإنجليزية)
- يانغ سنغ-مين على موقع Soccerway.com (الإنجليزية)